# Seppe Van Hoyweghen
Seppe Van Hoyweghen (7 oktober 2000) is een Belgisch volleyballer.

## Levensloop
Van Hoyweghen begon met volleyballen bij VC Kuros. Na zijn studies aan de Topsportschool Vilvoorde ging hij aan de slag bij Lindemans Aalst. Sinds 2022 komt hij uit voor VT Menen.
Daarnaast is hij actief bij het Belgisch volleybalteam. Met de Red Dragons nam hij onder meer deel aan de Europees kampioenschap van 2023.
Van Hoyweghen studeert Toegepaste Economische Wetenschappen aan de Universiteit Gent. Hij heeft een relatie met Sara De Donder die - evenals zijn vader (Bart) en nonkel Kristof Hoho - actief is in het volleybal.